# Quthing (cidade)
Quthing ou Moyeni é a capital do distrito de Quthing, localizado no Lesoto. Sua população no censo de 1996 era de 9.858 habitantes, a população estimada para 2004 era de 15.000 habitantes.